# Кострюков, Анатолий Михайлович
Анатолий Михайлович Кострюков (7 июля 1924, Москва — 14 декабря 2018, там же) — советский хоккеист, тренер. Мастер спорта СССР (1954), заслуженный тренер РСФСР, заслуженный тренер СССР (1967).

## Биография
В 1948—1957 играл в «Крыльях Советов» (Москва) на позиции защитника.
В чемпионатах СССР — более 160 матчей, 9 голов.
Чемпион СССР 1957, второй призёр чемпионатов страны 1955, 1956, третий призёр 1950, 1951, 1954.
Обладатель Кубка СССР 1951, финалист розыгрыша Кубка СССР 1952 и 1954.
В 1957—1960 и 1962—1973 — старший тренер «Локомотива» (Москва).
В 1974—1978 — старший тренер «Трактора» (Челябинск) — третьего призёра чемпионата СССР 1977 г.
В 1988 −1991 гг. работал главным тренером в Югославии — в команде «Медвешчак-Гортан» (Загреб) и со сборной Югославии.
В 1960—1962 годах — тренер и ответственный секретарь Федерации хоккея СССР.
Работа со сборными командами:
— 1957—1960, 1982—1983 и 1987—1988 гг. — старший тренер молодёжной сборной СССР;
— 1961—1962 гг. — тренер первой сборной СССР;
— 1962—1965 и 1979—1982 гг. — старший тренер второй сборной СССР;
— тренер-консультант сборной СССР на чемпионатах мира 1981—1983 гг.
Начальник управления хоккея Спорткомитета СССР в 1983—1987 годах.
С середины 1990-х годов и до 2005 года — член тренерского совета ФХР, затем заместитель и председатель тренерского совета.
В 2004 году выбран в Зал славы отечественного хоккея.
Награждён орденами Почёта (1996), «Дружбы Народов» (1984), «Знак Почёта» (1981).
Скончался 14 декабря 2018 года. Похоронен на Ваганьковском кладбище в Москве.